# Tom Stoppard
Tom Stoppard (nascido Tomáš Straussler, Zlín, Checoslováquia, 3 de julho de 1937) é um dramaturgo e guionista inglês de origem checa.

## Obras
Romance
- 1966: Lord Malquist and Mr Moon

Teatro
- 1964: A Walk on the Water
- 1965: The Gamblers , baseado no romance The Gambler de Dostoevsky
- 1966: Tango, adaptado da peça de teatro de Sławomir Mrożek traduzida por Nicholas Bethell, estreou no Teatro Aldwych
- 1966: Rosencrantz and Guildenstern Are Dead
- 1968: Enter a Free Man. Desenvolvido de A Walk on the Water. A primeira actuação foi a 28 de Março de 1968.
- 1968: The Real Inspector Hound
- 1969: Albert's Bridge estreou no St. Mary's Hall em Edimburgo
- 1969: If You're Glad I'll Be Frank estreou no St. Mary's Hall em Edimburgo
- 1970: After Magritte  apresentado frequentemente como uma peça de companhia de The Real Inspector Hound
- 1971: Dogg's Our Pet estreado no Almost Free Theatre
- 1972: Jumpers
- 1972: Artist Descending a Staircase[1]
- 1974: Travesties
- 1976: Dirty Linen and New-Found-Land apresentado pela primeira vez a 6 de Abril de 1976
- 1976: 15-Minute Hamlet
- 1977: Every Good Boy Deserves Favour  foi escrito a pedido de André Previn. A peça exige uma orquestra completa
- 1978: Night and Day
- 1979: Dogg's Hamlet, Cahoot's Macbeth – duas peças escritas para serem representadas juntas.
- 1979: Undiscovered Country – uma adaptação de Das Weite Land pelo dramaturgo Austríaco Arthur Schnitzler
- 1981: On the Razzle   baseado em Einen Jux will er sich machen de Johann Nestroy
- 1982: The Real Thing
- 1983: Libretto inglês para The Love for Three Oranges. Ópera original de Sergei Prokofiev.
- 1984: Rough Crossing baseado em Play at the Castle de Ferenc Molnár
- 1986: Dalliance Uma adaptação de Liebelei de Arthur Schnitzler
- 1987: Largo Desolato, traduzido de uma peça de Václav Havel
- 1988: Hapgood
- 1993: Arcadia
- 1995: Indian Ink  – baseado na peça de rádio de Stoppard In The Native State
- 1997: The Invention of Love
- 1997: The Seagull – traduzido da peça de Anton Chekhov
- 2002: The Coast of Utopia é uma trilogia de peças: Voyage, Shipwreck, e Salvage
- 2004: Enrico IV (Henry IV) – tradução da peça italiana de Luigi Pirandello[2] Primeira representação no Donmar Theatre, Londres, em Abril de 2004
- 2006: Rock 'n' Roll ]] – representada publicamente pela primeira vez a 3 de Junho de 2006 no Royal Court Theatre.
- 2010: The Laws of War – contribuidor para uma peça colaborativa de uma noite para uma representação de caridade a favor da Human Rights Watch.[3]
- 2015: The Hard Problem

Obras originais para rádio
- 1964: The Dissolution of Dominic Boot
- 1964: 'M' is for Moon Amongst Other Things
- 1966: If You're Glad I'll be Frank
- 1967: Albert's Bridge
- 1968: Where Are They Now? , escrita para rádios escolares
- 1972: Artist Descending a Staircase
- 1982: The Dog It Was That Died
- 1991: In the Native State, mais tarde alongado para se tornar a peça de teatro Indian Ink (1995)
- 2007: On Dover Beach[4]
- 2012: Albert's Bridge, Artist Descending a Staircase, The Dog It Was That Died, and In the Native State have been published by the British Library as Tom Stoppard Radio Plays[5]
- 2013: Darkside , escrita para a BBC Radio 2[6]

Peças televisivas
- A Separate Peace transmitido a Agosto de 1966[7]
- Teeth
- Another Moon Called Earth (contém alguns diálogos e situações incorporadas mais tarde em Jumpers)
- Neutral Ground (uma adaptação livre de Sophocles' Philoctetes)
- Professional Foul
- Squaring the Circle

Adaptações cinematográficas e televisivas de peças e livros
- 1975: Three Men in a Boat adaptação do romance de Jerome K. Jerome para a BBC Television
- 1975: The Boundary em co-autoria com Clive Exton, para a BBC
- 1985: Brazil  em co-autoria com Terry Gilliam e Charles McKeown, guião nomeado para um Prémio da Academia
- 1987: Empire of the Sun primeiros rascunhos do guião
- 1989: Indiana Jones and the Last Crusade rescrita final da rescrita de Jeffrey Boam do guião de Menno Meyjes
- 1990: The Russia House]] guião para o filme de 1990 do romance de John Le Carré
- 1990: Rosencrantz & Guildenstern Are Dead – venceu o Golden Lion e que também realizou
- 1998: Shakespeare in Love em co-autoria com Marc Norman; o guião venceu um Prémio da Academia
- 1998: Poodle Springs adaptação televisiva do romance de Robert B. Parker e Raymond Chandler
- 2001: Enigma guião cinematográfico do romance de Robert Harris
- 2005: The Golden Compass um rascunho de guião, não realizado
- 2012: Parade's End, guião televisivo para a BBC/HBO de colecção de romances de Ford Madox Ford'
- 2012: Anna Karenina, guião cinematográfico do romance de Tolstoi
- 2014: Tulip Fever, guião cinematográfico do romance de Deborah Moggach